# Нотр-Дам (Турне)
Нотр-Дам (фр. Cathédrale Notre-Dame de Tournai) — кафедральный собор, посвящённый Богоматери, в бельгийском городе Турне. Является епископской резиденцией (католическое епископство Турне). Собор в Турне входит в число красивейших культовых сооружений в Европе. Включён в 2000 году в список Всемирного наследия ЮНЕСКО.

## Общие сведения
Собор имеет 5 башен (одну центральную и 4 угловые колокольни), возведённый в готическом стиле хор. Высота башен составляет 83 метра. Высота здания — 58 метров, его длина — 134 метра, ширина — 36 метров.

## История
Строительство собора Нотр-Дам было начато в 1110 году после того, как в середине IX века пожар уничтожил находившийся на этом месте епископский дворец и церковный комплекс. К 1191 году было построено в романском стиле основное здание собора (неф), его башни, хор, боковые помещения. В XIII веке романский хор был снесён, так как епископ Готье де Марви планировал полную перестройку собора в готическом стиле. Новые, готические хоры были построены в 1244—1255, однако дальнейшие работы по перестройке собора были приостановлены. В 1325 в готическом стиле были созданы ещё лишь две боковые капеллы.
19 февраля 2008 года собор был ограблен: похищено 13 ценнейших предметов церковного искусства, в том числе 8 чаш, 2 епископских кольца и 3 креста. В одном из этих крестов хранилась частица Креста Христова, привезённая в Средние века из Византии и с 1205 года находившаяся в соборе Богоматери. Общая стоимость украденных сокровищ оценивается в 40 миллионов евро.